# Madagaskar na Mistrzostwach Świata w Lekkoatletyce 2011
Madagaskar na Mistrzostwach Świata w Lekkoatletyce 2011 reprezentowany był tylko przez jedną zawodniczkę.

## Występy reprezentantów Madagaskaru

### Kobiety

#### Konkurencje biegowe
| Konkurencja                | Zawodnik                     | Runda 1  | Runda 1 | Runda 2  | Runda 2 | Półfinał | Półfinał | Finał    | Finał   |
| Konkurencja                | Zawodnik                     | Rezultat | Pozycja | Rezultat | Pozycja | Rezultat | Pozycja  | Rezultat | Pozycja |
| -------------------------- | ---------------------------- | -------- | ------- | -------- | ------- | -------- | -------- | -------- | ------- |
| Bieg na 400 m przez płotki | Hanitrasoa Olga Razanamalala |          |         | 57,25    | 30      |          |          |          |         |